# Мечик река
Мечик река или Каракьойска река (на гръцки: Μελόρρεμα или Αρκουδόρεμα, Аркудорема, Καμπά, старо Μέλσικα, Μέτσικα) е река в Егейска Македония, Гърция, ляв приток на Места (Нестос).
Реката извира западно под граничния връх Циганско градище (Гифтокастро). Тече на запад. При Катун (Дипотама) завива на ЮЗ и приема големия си ляв приток Балабан. Продължава на югозапад, а след Горново (Вуноплая) завива на юг. Под възвишението Дервиш завива на запад и се влива в Места северно от (Теменос) срещу Джами махале (Теменос).
В 1969 година името на реката е сменено от Мелсика на Мелорема (Μελόρρεμα).